# Blaise Alexandre Desgoffe
Blaise Alexandre Desgoffe, né le 17 janvier 1830 à Paris, où il est mort le 2 mai 1901, est un peintre français.
Il est le neveu du peintre Alexandre Desgoffe.

## Biographie

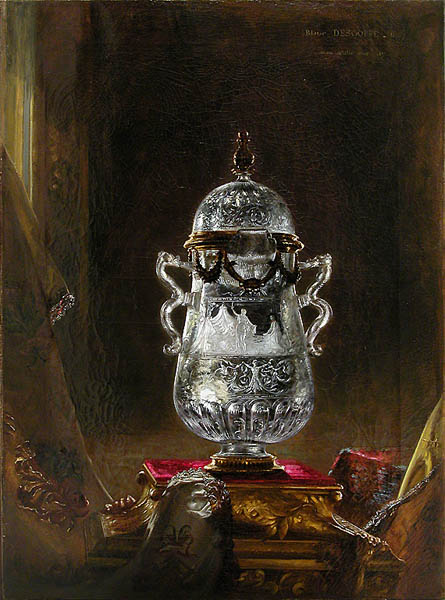
Nature morte (1887).

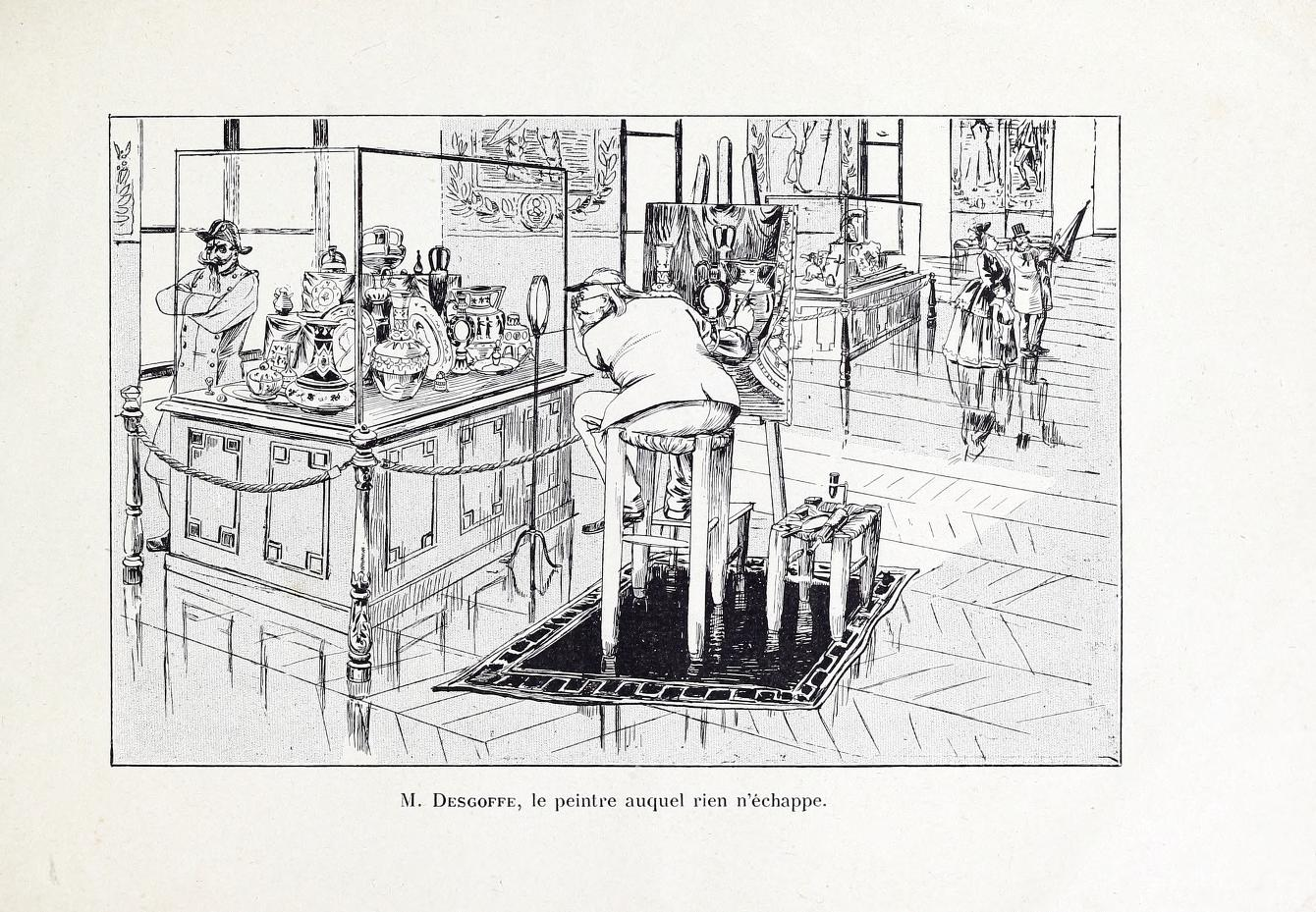
Maurice Lourdey, M. Desgoffes, le peintre auquel rien n’échappe.

Blaise Alexandre Desgoffe entre à l'École des beaux-arts de Paris le 7 octobre 1852 dans l'atelier d'Hippolyte Flandrin; il eut également comme professeur William Bouguereau. Après formation en peinture d'histoire, il se tourne vers la peinture de natures mortes dans laquelle il développe une grande virtuosité rappelant celle des maîtres hollandais du XVIIe siècle. Il vouait une passion aux objets d'art anciens rares et précieux, en particulier ceux dits "Haute Epoque" (Moyen Age) et Renaissance. Variant les sujets aux commandes, en 1870 il aborda les éléments chinois, japonais ou grecs. Il expose au Salon de Paris de 1857 à 1882, remportant une médaille de 3e classe en 1861 et une médaille de 2e classe en 1863.[réf. nécessaire]

## Œuvres exposées au Salon
- Une partie de bilboquet dans un atelier, Salon de 1857,
- Coupe d'agate orientale, XVIe siècle, Salon de 1857,
- Coupe d'agate orientale du XVIIe siècle, Salon de 1857,
- Vase d'agate orientale sur piédestal d'émail (XVIe siècle), Salon de 1859,
- Vase d'améthyste (XVIe siècle), Salon de 1859 (musée du Luxembourg),
- Aiguière en sardoine onyx (XVIe siècle) et tapis turc, Salon de 1859,
- Nature morte, Salon de 1859,
- Aiguière en argent doré (XVIe siècle), Salon de 1861,
- Christ en Jaspe sanguin ; buste de Vierge en cristal de roche ; marteau de porte ; statuette en buis de Jean de Bologne ; vase d'émail, Salon de 1861, réexposé en 1867,
- Coupe en sardoine (XVIe siècle) et poignard de Philippe II, Salon de 1861, réexposé en 1867,
- Terme avec tête de femme, agate d'Allemagne, Salon de 1861,
- Vase avec agate rouge (XVIe siècle), Salon de 1861,
- Vase en cristal de roche (XVIe siècle), escarcelle de Henri II, émaux de Jean Limousin, Salon de 1863 (musée du Luxembourg),
- Buste en ivoire (XVIe siècle), agate onyx, agate d'Allemagne', Salon de 1863,
- Fruits et bijoux, Salon de 1864, réexposé en 1867,
- Statuette de marbre, vase d'agate, étoffes persanes et indiennes, verre gravé et fruits, Salon de 1865,
- Fleurs et bijoux, Salon de 1866, réexposé en 1867,
- Fruits, fleurs et bijoux, Exposition universelle de 1867,
- Fleurs et fruits au pied d'un verre de Venise, Salon de 1866,
- Fleurs et bijoux, aiguière d'agate, cristal de roche, Salon de 1868,
- Cristal de roche, agate de Benvenuto, Salon de 1870,
- Gibier, sarcelle, placier, Salon de 1870,
- Casque du roi Henri IV, chope en ivoire du XVIe siècle, statuette en bois de Jean de Bologne et un cristal de roche , Salon de 1872 (à M. Knoedler et cie en 1882, mis en vente par Christie's-Paris, "The Paris Salon" le 11/02/1997); la chope en ivoire représentée est semblable à celle du tableau "Nature morte aux objets 'art du musée du Louvre,...etc" de 1868;
- Pot d'ivoire du XVIe siècle, Salon de 1872,
- Cristal de roche gravé (XVIe siècle), agates et émaux, Salon de 1874,
- Porcelaines de Saxe et autres, de la collection Welles de la Valette', Salon de 1874,
- Frise de bois sculpté, tête de bronze, Salon de 1874,
- Thé dans une chambre d'artiste, Salon de 1875,
- Un vieux poirier, Salon de 1875,
- Le casque et le bouclier de Charles IX, Salon de 1877, rééexposé en 1878,
- Miroir de Marie de Médicis, Salon de 1878,
- Livre d'heures de Marie de Médicis, Salon de 1878,
- Fleurs, Salon de 1878,
- Un coin de cabinet de Louis XVI, Exposition universelle de 1878,
- Couronne du sacre des rois de France, Exposition universelle de 1878,
- Verres de Venise, Exposition universelle de 1878,
- Étoffe japonaise, Exposition universelle de 1878,
- Verre en cristal de roche, Exposition universelle de 1878,
- Buste d'empereur romain à tête d'améthyste (Tibère), Salon de 1879,
- Médailles grcques (Alexandre), Salon de 1879,
- Socle de bronze doré, Salon de 1879,
- Table chinoise, Salon de 1879,
- Fleurs, Salon de 1879,
- Croix reliquaire du XVIe siècle, Salon de 1880,
- Cristaux de roche avec monture émaillée, Salon de 1880,
- Coupe de Benvenuto, Salon de 1880,
- Petite coupe émaillée, Salon de 1880,
- Table enrichie d'ivoire, Salon de 1880,
- Fruits, Salon de 1880,
- Statue équestre, argent et vermeil, sur un fût de colonne, tapisserie, Salon de 1881,
- A royal birthday gift, Salon de 1882.

En 1868 il peignit une Nature morte regroupant des objets d'art du musée du Louvre dont une  statuette en ivoire appartenant au comte Emilien de Nieuwwerkerke (vente publique à Senlis le 24/03/2019, reprod coul. p. 158 de "La Gazette Drouot" n°10, du 15/03/2019).
En 1880 il peignit pour le collectionneur anglais Richard Wallace qu'il a pu connaître à Paris vers 1860 et rencontra à Londres avec  Nieuwerkerke en juillet 1879, Objets d'art ancien de la collection de sir Richard Wallace à Londres (Karlsruhe, Staatliche Kunsthalle) qui représente un plus grand nombre d'objets que d'ordinaire, soit 41 pièces dont 14 provenant de la collection Nieuwerkerke, 3 ayant appartenu au marquis d'Hertford son père présumé, 1 à son oncle Henry Seymour, puis en 1883 Armes et armures de la collection de sir Richard Wallace, dont 8 pièces provenant de la même collection Nieuwerkeke; ce tableau fut exposé au Salon des Beaux-Arts de 1886.  
Ces deux tableaux ornèrent l'appartement parisien de Wallace (2, rue Lafitte) jusqu'en 1914, date de la vente de son contenu par lady Sackville-West, principale héritière de son secrétaire et fils adoptif sir John Murray Scott - lui-même légataire de la veuve Wallace - au marchand d'art Jacques Seligmann; le premier réapparut en 1966 chez une particulière à Nantes en 1966, le second en 1997 chez un antiquaire anglais.

## Hommages

### Décoration
En 1878, Blaise Desgoffe est nommé chevalier de l'Ordre national de la Légion d'honneur.

### Rue à Paris
Il existe une rue Blaise-Desgoffe à Paris dans le 6e arrondissement, entre la rue de Rennes et la rue de Vaugirard.

## Pour approfondir